# Seznam uměleckých realizací ve veřejném prostoru v Kobylisích
Seznam uměleckých realizací v Kobylisích v Praze 8 obsahuje tvorbu výtvarných umělců umístěnou ve veřejném prostoru v katastrálním území Kobylisy. Seznam je řazen podle ulic a nemusí být úplný.

## Seznam uměleckých realizací
| Název                                           | Fotografie                                                                      | Lokace                                                         | Autor                                                                          | Rok                  | Popis                                              | Poznámka                                                                                         |
| ----------------------------------------------- | ------------------------------------------------------------------------------- | -------------------------------------------------------------- | ------------------------------------------------------------------------------ | -------------------- | -------------------------------------------------- | ------------------------------------------------------------------------------------------------ |
| Štěstí a mír domova                             | Kategorie „Štěstí a mír domova (Vlastimil Květenský)“ na Wikimedia Commons      | Binarova 1661 50°7′37,86″ s. š., 14°28′11,82″ v. d.            | Vlastimil Květenský (1930–1985)                                                | 1983                 | keramický reliéf, keramika                         | KD Ládví, vnitřní prostory                                                                       |
| Kovaná mříž a nápis                             |                                                                                 | Binarova 1661 50°7′37,97″ s. š., 14°28′11,64″ v. d.            | Jaroslav Šajn (1926–1995) Zdeněk Menšík (1925–2001)                            | 1982                 | mříž, ocel                                         | KD Ládví, vnitřní prostory                                                                       |
| Fontána Viktora Tučka                           | Kategorie „Fontána Kobylisy (Burešova)“ na Wikimedia Commons                    | Burešova 50°7′39,38″ s. š., 14°28′10,04″ v. d.                 | Viktor Tuček (1925–1994)                                                       | 1975–1985; 2023–2025 | fontána, žula                                      | Sídliště Ďáblice, areál obchodního střediska; po rekonstrukci slavnostně spuštěna 31. října 2023 |
| Nástěnný reliéf                                 |                                                                                 | Burešova 1663/6 50°7′41,3″ s. š., 14°28′12,61″ v. d.           | Lydie Hladíková (1925-1994) Děvana Mírová (1922-2003) Marie Rychlíková (*1923) | 1977                 | reliéf/mozaika, glazovaná keramika                 | pošta Praha 82                                                                                   |
| Keramický reliéf                                |                                                                                 | Burešova 1664/8 50°7′41,82″ s. š., 14°28′9,93″ v. d.           | Lydie Hladíková (1925-1994) Děvana Mírová (1922-2003) Marie Rychlíková (*1923) | 1977                 | reliéf, keramika                                   | Sídliště Ďáblice, ve vnitřních prostorách lékárny                                                |
| Fontána a plastika pro základní školu (†)       |                                                                                 | Burešova 1130/14 50°7′49,96″ s. š., 14°28′6,9″ v. d.           | Ctirad Stehlík (1938–2004) Jindřich Kletvík (1938–2017)                        | 1974                 | fontána, keramika                                  | zaniklo, základní škola                                                                          |
| Plastický objekt pro ZŠ                         |                                                                                 | Burešova 1130/14 50°7′51,99″ s. š., 14°28′11,71″ v. d.         | Jindřich Kletvík (1938–2017) Ctirad Stehlík (1938–2004)                        | 1970–1974            | socha, glazovaná keramika                          | základní škola                                                                                   |
| Mozaika - Sluneční hodiny (†)                   | Kategorie „Sluneční hodiny (Čimická)“ na Wikimedia Commons                      | Čimická 1275/48 50°7′32,8″ s. š., 14°26′44,19″ v. d.           | L. Matušík                                                                     | 1972                 | mozaika, prefabrikované skleněné kostky            | zaniklo, na zdi obytného domu                                                                    |
| Vzdor (Pieta, Země)                             | Kategorie „Vzdor (Miloš Zet)“ na Wikimedia Commons                              | Čumpelíkova 50°7′54,95″ s. š., 14°27′48,9″ v. d.               | Miloš Zet (1920–1995)                                                          | 1975                 | socha; žula, bronz                                 | Kobyliská střelnice                                                                              |
| Mozaika pro pietní území                        | Kategorie „Mosaic at Kobylisy Shooting Range“ na Wikimedia Commons              | Čumpelíkova 50°7′53,89″ s. š., 14°27′50,23″ v. d.              | Martin Sladký (1920–2016)                                                      | 1975                 | mozaika                                            | Kobyliská střelnice                                                                              |
| Koupaliště                                      | Kategorie „Koupaliště (Bohumil Zemánek)“ na Wikimedia Commons                   | Čumpelíkova 1764/2 50°7′36,04″ s. š., 14°27′39,67″ v. d.       | Bohumil Zemánek (1942–1996)                                                    | 1988–1989            | socha, žula bronz                                  | Sídliště Ďáblice                                                                                 |
| Prameník (†)                                    | Kategorie „Prameník (Vladimír Kýn)“ na Wikimedia Commons                        | Famfulíkova 50°7′51,09″ s. š., 14°28′20,17″ v. d.              | Vladimír Kýn (1923–2004)                                                       | 1970–1971            | fontána, bronz                                     | zaniklo po 2007, původně pro Sídliště Prosek                                                     |
| Sluneční hodiny                                 | Kategorie „Sundial near Chabařovická street, Kobylisy“ na Wikimedia Commons     | Famfulíkova 50°7′50,91″ s. š., 14°28′24,25″ v. d.              | Alfred Habermann (1930–2008)                                                   | 1975–1976            | sluneční hodiny, slitiny železa a neželezných kovů | volný prostor                                                                                    |
| Schoulená                                       | Kategorie „Schoulená (Jan Kavan)“ na Wikimedia Commons                          | Frýdlantská 50°7′53,72″ s. š., 14°28′35,93″ v. d.              | Jan Kavan (1905–1986)                                                          | 1977                 | socha, pískovec                                    | Sídliště Ďáblice, mezi Frýdlantskou a Chabařovickou                                              |
| Inspirace                                       | Kategorie „Inspirace (Jan Hána)“ na Wikimedia Commons                           | Hovorčovická 1281 50°7′41,9″ s. š., 14°26′37,89″ v. d.         | Jan Hána (1927–1994)                                                           | 1983                 | socha, pískovec                                    | základní škola                                                                                   |
| Sluneční hodiny pro atrium základní školy       |                                                                                 | Chabařovická 1125/4 50°7′52,61″ s. š., 14°28′32,42″ v. d.      | Ludvík Kodym (*1922)                                                           | 1969–1971            | socha, slitina železa a dalších kovů               | základní škola, atrium                                                                           |
| Socha a fontána pro atrium základní školy       |                                                                                 | Chabařovická 1125/4 50°7′52,61″ s. š., 14°28′32,42″ v. d.      | Ludvík Kodym (*1922)                                                           | 1969–1971            | socha, fontána; vápenec                            | základní škola, atrium                                                                           |
| Reliéfy pro mateřskou školu                     |                                                                                 | Chabařovická 1349/2 50°7′48,06″ s. š., 14°28′38,87″ v. d.      | Otto Sukup (1926–2012)                                                         | 1970                 | reliéf, pískovec                                   | mateřská škola                                                                                   |
| Fontána Květ pro Domov důchodců Kobylisy        |                                                                                 | Kubíkova 1698/11 50°8′9,8″ s. š., 14°28′26,32″ v. d.           | Renata Oleríny (1932–1989)                                                     | 1980                 | fontána, glazovaná keramika                        | domov důchodců, zahrada                                                                          |
| Totem                                           |                                                                                 | Kurkova 50°7′40,99″ s. š., 14°27′50,02″ v. d.                  | Otto Sukup (1926–2012)                                                         | 1985                 | socha, dřevo (dub)                                 | dětské hřiště                                                                                    |
| Reliéf pro obchodní středisko Ládví (Mateřství) | Kategorie „Reliéf Mateřství (Kobylisy)“ na Wikimedia Commons                    | Kyselova 1658 50°7′38,39″ s. š., 14°28′4,66″ v. d.             | neuveden                                                                       | 1980–1985            | reliéf, mramor                                     | Sídliště Ďáblice, OC Ládví                                                                       |
| Reliéf na průčelí obytného domu                 | Kategorie „Kobylisy 1025“ na Wikimedia Commons                                  | Služská 1025/14 50°7′28,23″ s. š., 14°26′59,71″ v. d.          | neuveden                                                                       | 1954–1957            | reliéf, keramika                                   | na zdi bytového domu                                                                             |
| Obelisk                                         | Kategorie „Obelisk (Prague)“ na Wikimedia Commons                               | Střelničná 50°7′44,27″ s. š., 14°28′51,43″ v. d.               | neuveden                                                                       | 1958–1962            | architektonický objekt, žula                       | původně umístěn na konečné tramvaje Střelničná, rudá hvězda na špici po roce 1989 snesena        |
| Kovová abstraktní plastika                      | Kategorie „Reliéf (Karel Barták)“ na Wikimedia Commons                          | Střelničná 1680/8 50°7′31,37″ s. š., 14°27′33,55″ v. d.        | Karel Barták                                                                   | 1970–1980            | reliéf, slitiny železa a hliníku                   | Původně na fasádě ubytovny, při rekonstrukci přeneseno na novou zeď                              |
| Keramický obklad OD Ládví                       | Kategorie „Keramický obklad OD Ládví (Václav Dolejš)“ na Wikimedia Commons      | Střelničná 1660/31 50°7′37,01″ s. š., 14°28′8,1″ v. d.         | Václav Dolejš (1925–2005)                                                      | 1978                 | dekorativní stěna, keramika                        | Obchodní dům Ládví                                                                               |
| Pávi                                            |                                                                                 | Šimůnkova 1599/13 50°8′4,9″ s. š., 14°28′14,63″ v. d.          | Jitka Vrbová (*1941)                                                           | 1970–1980            | mozaika, prefabrikované skleněné kostky            | zahrada mateřské školy                                                                           |
| Kohout                                          |                                                                                 | Šimůnkova 1600/5 50°8′1,98″ s. š., 14°28′13,77″ v. d.          | Jiří Černoch (1926–2013)                                                       | 1979                 | socha, keramika                                    | zahrada Gerontologického centra                                                                  |
| Liška                                           |                                                                                 | Šimůnkova 1599/13 50°8′3,6″ s. š., 14°28′15,77″ v. d.          | Jiří Černoch (1926–2013)                                                       | 1979                 | socha, pálená hlína                                | zahrada mateřské školy                                                                           |
| Keramická stěna obchodního domu                 | Kategorie „Abstraktní stěna (Václav Dolejš)“ na Wikimedia Commons               | Šimůnkova 1625/1 50°7′58,6″ s. š., 14°28′13,29″ v. d.          | Václav Dolejš (1925–2005)                                                      | 1975–1976            | výtvarná dekorativní stěna, keramika               | obchodní centrum                                                                                 |
| Reliéfy pro mateřskou školu                     |                                                                                 | Šiškova 1223/2 50°7′44,66″ s. š., 14°27′44,92″ v. d.           | Josef Šimek (*1929)                                                            | 1970–1975            | reliéf, keramika                                   | mateřská škola, zeď pavilonu                                                                     |
| Fontána se žabákem                              |                                                                                 | Štíbrova/Hrubého/Kurkova 50°7′44,34″ s. š., 14°27′50,74″ v. d. | neuveden                                                                       | 1982?                | fontána, beton                                     | parčík poblíž ul. Štíbrova, Hrubého, Kurkova; bronzová plastika žabáka odcizena 2008             |
| Socha před objekt distribuce - OC Severka       | Kategorie „Plastika v atriu OC Severka (sídliště Ďáblice)“ na Wikimedia Commons | Tanvaldská 1348/4 50°7′42,82″ s. š., 14°28′35,44″ v. d.        | Antonín Kalvoda (1907–1974)                                                    | 1972                 | socha, pískovec                                    | OC Severka, atrium                                                                               |
| neuveden (†)                                    |                                                                                 | Tanvaldská 1348/4 50°7′42,12″ s. š., 14°28′37,12″ v. d.        | neuveden                                                                       |                      | reliéf, kov                                        | OC Severka, stěna při ulici Střelničná, odstraněno                                               |
| Pelikáni                                        | Kategorie „Pelikáni (Jiří Černoch)“ na Wikimedia Commons                        | Taussigova 50°7′49,1″ s. š., 14°28′16,19″ v. d.                | Jiří Černoch (1926–2013)                                                       | 1979                 | socha; pálená hlína, šamot                         | uprostřed vodní nádrže                                                                           |
| Čtvero ročních období v dětských hrách (†)      |                                                                                 | Taussigova 1150/2 50°7′45,76″ s. š., 14°28′23,82″ v. d.        | Vlastimil Květenský (1930–1985)                                                | 1973                 | reliéf, keramika                                   | zaniklo                                                                                          |
| Mateřství (†)                                   | Kategorie „Výtvarné dílo pro sídliště“ na Wikimedia Commons                     | Trousilova 1121/3 50°7′41,2″ s. š., 14°27′2,5″ v. d.           | Jan Hána (1927–1994)                                                           | 1973                 | památník; měď, vápenec                             | demontováno, uloženo v depozitáři MČ Praha 8                                                     |
| Hodiny botaniky                                 | Kategorie „Hodiny botaniky (Vladimír Janoušek)“ na Wikimedia Commons            | Trousilova 1031/2 50°7′37,97″ s. š., 14°27′4,05″ v. d.         | Vladimír Janoušek (1922–1986)                                                  | 1974                 | socha, pískovec                                    | nákupní centrum                                                                                  |
| Šroubovice                                      | Kategorie „Šroubovice (Ladislav Kovařík)“ na Wikimedia Commons                  | Třeboradická 1110/51 50°7′47,76″ s. š., 14°27′1,79″ v. d.      | Ladislav Kovařík (*1932)                                                       | 1971                 | socha, mušlový vápenec                             | volný prostor                                                                                    |
| Plastika pro atrium základní školy              |                                                                                 | Žernosecká 1597/3 50°7′59,04″ s. š., 14°28′8,09″ v. d.         | Jan Hána (1927–1994)                                                           | 1976                 | socha, bronz                                       | základní škola, atrium                                                                           |